# Erval Seco

Localización del municipio de Erval Seco.

Erval Seco es un municipio brasileño del estado de Rio Grande do Sul.
Se encuentra ubicado a una latitud de 27º32'57" Sur y una longitud de 53º30'15" Oeste, estando a una altitud de 425 metros sobre el nivel del mar. Su población estimada para el año 2004 era de 8.650 habitantes.
Ocupa una superficie de km².
- Datos: Q1785508
- Multimedia: Erval Seco / Q1785508